# Marianne Dahl
Marianne Dahl Steensen (født 4. juli 1974) er dansk erhvervsleder og siden 2015 administrerende direktør for Microsoft Danmark & Island.

## Uddannelse og karriere
Marianne er uddannet Cand. Merc fra Aarhus Universitet og påbegyndte sin karriere i 1999 som strategikonsulent hos konsulentvirksomheden Accenture. Fra 2004 til 2011 arbejdede Marianne hos TDC, hvor hun bl.a. var underdirektør. Efterfølgende var Dahl privatdirektør hos Codan indtil 2015, hvor hun i en alder af 40 år blev ansat som administrerende landedirektør for Microsoft.
Marianne Dahl har siddet i en række bestyrelser og er i øjeblikket medlem af Dansk Industris hovedbestyrelse, som hun i 2016-2017 var formand for, samt i bestyrelsen for DFDS. Derudover er Dahl medlem af regeringens Disruptionråd.